# IV (Kick Axe)
IV è il quarto album in studio dei Kick Axe, uscito nel 2004 e distribuito in Europa per l'etichetta discografica MTM Music.

## Tracce
1. Right Now (Laurel Aura, L. Gillstrom) 4:37
2. Rockin' Daze (B. Gillstrom) 4:21
3. Consolation (Harvey) 4:36
4. Turn To Stone (Aura, L. Gillstrom) 3:55
5. Do You Know (Langen, L. Gillstrom) 3:56
6. Who Knows Ya (Aura, L. Gillstrom) 4:28
7. Woe (Harvey) 3:30
8. Time (Langen, L. Gillstrom) 4:25
9. Slip Inside My Dream (Langen) 4:06
10. Who Says (Langen, Aura, L. Gillstrom) 2:47
11. Rock'n'Roll Dog (Aura, L. Gillstrom) 3:02
12. Black Heart (B. Gillstrom, L. Gillstrom) 4:37
13. City Lights (Ray, L. Gillstrom) 5:59
14. The Only Ones Here (Langen) 4:45

## Formazione
- Gary Langen - voce, batteria e percussioni addizionali
- Larry Gillstrom - chitarra solisa, acustica, cori
- Raymond Harvey - chitarra, cori
- Victor Langen - basso, cori
- Brian Gillstrom - batteria, cori

### Altri musicisti
- Laurel Aura - cori
- Eric Norman - armonica
- T'Narg Ruthra - organo hammond